# Mesoleptus declinans
Mesoleptus declinans là một loài tò vò trong họ Ichneumonidae.